# سالیهورسک
سالیهورسک (به لاتین: Salihorsk) یک شهر در بلاروس است.

## خصوصیات
سالیهورسک ۹٫۱۹ کیلومترمربع مساحت و ۱۰۸٬۷۹۲ نفر جمعیت دارد و ۱۵۳ متر بالاتر از سطح دریا واقع شده‌است.